# Pleosporomycetidae
Pleosporomycetidae is een subklasse van de Dothideomycetes. 

## Kenmerken
Een belangrijke eigenschap van deze onderklasse is het ontbreken van pseudoparaphyses. Pseudoparaphyses zijn steriele cellen die zich vanaf het bovenste gedeelte van de holte waar de sporen geproduceerd worden naar beneden uitstrekken. Sommige orden en families, waarvan de soorten deze cellen niet bevatten, worden niet ingedeeld bij Pleosporomycetidae.

## Taxonomie
De subklasse bestaat uit zeven ordes, namelijk:
- Hysteriales
- Jahnulales
- Mytilinidiales
- Phaeotrichales
- Pleosporales
- Tubeufiales
- Venturiales

Het volgende geslacht is incertae sedis geplaatst:
- Acrogenospora